# Lectotypella albisoma
Lectotypella albisoma är en insektsart som först beskrevs av Matsumura 1932.  Lectotypella albisoma ingår i släktet Lectotypella och familjen dvärgstritar. Inga underarter finns listade i Catalogue of Life.